# Brachymeria oranensis
Brachymeria oranensis är en stekelart som beskrevs av Masi 1951. Brachymeria oranensis ingår i släktet Brachymeria och familjen bredlårsteklar.
Artens utbredningsområde är Algeriet. Inga underarter finns listade.